# Bandiera della Repubblica Socialista Sovietica Carelo-Finlandese

Bandiera della Repubblica Socialista Sovietica Carelo-Finlandese dal 1953

Bandiera della RSS Carelo-Finlandese dal 1940 al 1953

La bandiera della RSS Carelo-Finlandese fu adottata dalla Repubblica Socialista Sovietica Carelo-Finlandese nel 1953.
Prima di questa, la bandiera era rossa con il simbolo della falce e martello in alto a sinistra, e i caratteri in alfabeto latino Karjalais-Suomalainen SNT (Karjalais-Suomalainen Sosialistinen Neuvostotasavalta) con sotto Карело-Финская ССР (Карело-Финская Советская Социалистическая Республика) in caratteri dorati.
Nel 1947 ci fu la proposta di una bandiera con lo stesso disegno adottato poi nel 1953, tranne le abbreviazioni K.-S.S.N.T. e К.-Ф.С.С.Р. in oro sotto la falce e martello. Il progetto proponeva anche una serie di alberi stilizzati neri sulla striscia blu, che l'avrebbe distinta dalle altre bandiere delle Repubbliche Sovietiche.